# Love Song (riyaのアルバム)
『Love Song』（ラブソング）は、2005年8月31日にKey Sounds Labelより発売されたアルバムである。

## 概要
- 「破滅」へと向かう男女の恋を13曲のボーカル曲で綴ったコンセプトアルバム。制作のKey Sounds Labelは主にKeyのゲーム関連の楽曲を手掛けているが、本作は作詞・作曲を麻枝准が行っていること以外はゲーム作品との関連性はない。
- 全曲とも、作詞・作曲はKey所属のシナリオライターで作詞家・作曲家の麻枝准、ボーカルは現在音楽ユニットeufoniusとして活動している女性歌手のriyaが担当している。
- CDジャケット・CD表面、及び歌詞カード（表紙・裏表紙と13曲目を除く全曲）には安倍吉俊のイラストが添えられている。
- 元々は同人音楽としてリリースする程度の予定だったが、多くの人に聴いて貰いたいという麻枝の意向により、Key Sounds Labelより一般リリースされた。
- 本作の収録楽曲である「僕らの恋」を作曲したことがこのアルバムを製作するきっかけになった、と麻枝は発言している。また同曲は麻枝本人も特別な思いがあるらしく、自身の弾き語りライブでもセルフカヴァーという形で披露された。
- 一部の曲は、後のKey作品でもアレンジを施されて使用されている。

## 収録曲
※ 全曲 作詞・作曲：麻枝准
1. 始まりの坂
  - 編曲：riya
2. 蒼の夢
  - 編曲：たくまる
3. 星なる石
  - 編曲：汐凪くじら
4. 走る
  - 編曲：MANYO
  - 『リトルバスターズ!エクスタシー』にてインストアレンジ版の「駆ける」がBGMとして使用されている。
5. 百年の夏
  - 編曲：たくまる
6. 僕らの恋
  - 編曲：麻枝准、たくまる
  - 麻枝がこのアルバムを制作する切っ掛けとなった曲で、自身のライブでもカヴァーしている。
7. 灰色の羽根
  - 編曲：MANYO
8. グラモフォン
  - 編曲：岩下倫太郎
9. 神話
  - 編曲：moresis（空色絵本の佐藤ケンジ、永尾ヨシヒサ）
10. 氷時計
  - 編曲：moresis
  - このアルバムとは別にSpice Ghostの『此/彼/方』に収録の別バージョンが存在した。
11. 折れない翼
  - 編曲：麻枝准、たくまる
  - 後にアダルトゲーム 5(ファイブ) で「永遠」という曲名でアレンジされ、更に後にスマートフォンアプリ ヘブンバーンズレッド で「永遠」をベースに「Light Years」という曲名でアレンジされた。
12. そして物語が終わる
  - 編曲：汐凪くじら
13. Love Song
  - 編曲：riya
  - 『智代アフター 〜It's a Wonderful Life〜』でもインスト版がBGMとして使用されている。

## 参加ミュージシャン
- E.Guitar - Kendi Sato（#2・12）
- Percussion - AchillesKEN（#7）
- Violin - weisswurst（#7・13）